# Arthog
Arthog est un village et une communauté du Gwynedd, au pays de Galles.

## Géographie
Arthog est situé dans le sud-ouest du Gwynedd, dans le comté historique du Merionethshire. Il se trouve sur la rive méridionale de l'estuaire de la Mawddach (en), à une douzaine de kilomètres à l'ouest de la ville de Dolgellau, sur la route A493 (en).
La communauté d'Arthog comprend aussi les villages de Fairbourne et Friog (en).

## Démographie
Au recensement de 2011, la communauté d'Arthog comptait 1 031 habitants.